# Alexander Wynter Blyth
Alexander Wynter Blyth (1844—1921) foi um químico britânico. É conhecido por ter referido pela primeira vez a riboflavina em 1879, isolada a partir do leite de vaca, designando-a então de "lactocromo".